# Steve Cowper

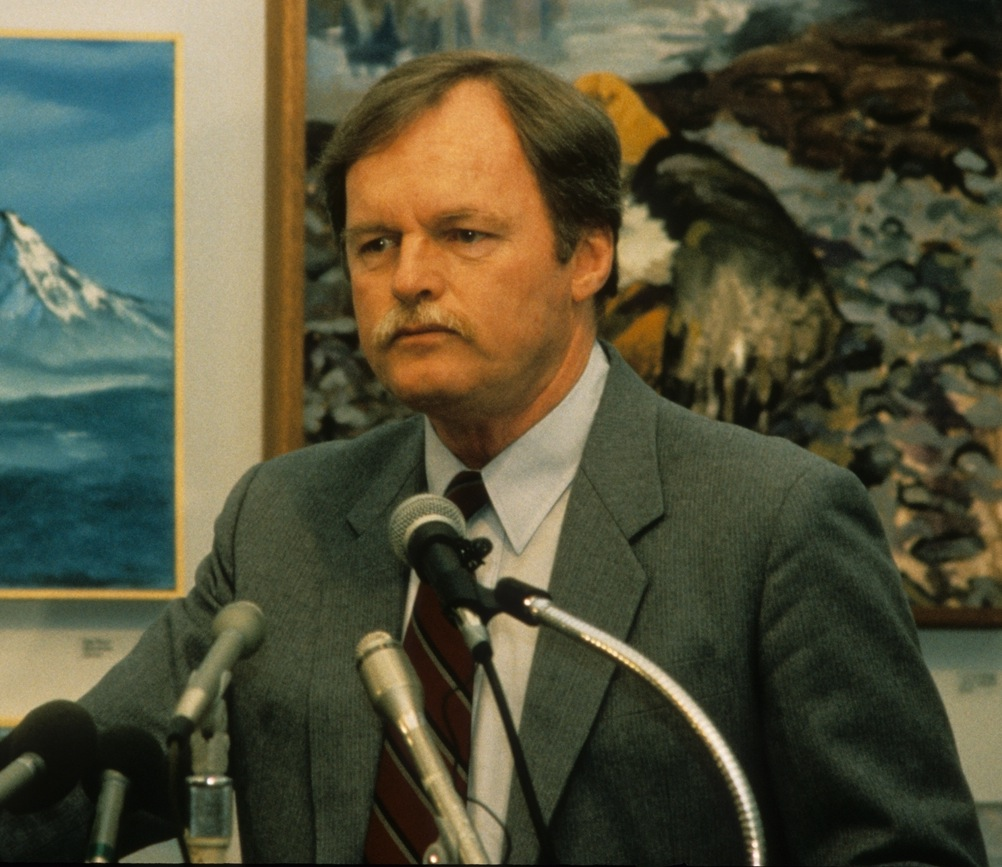
Steve Cowper (1990)

Steve Camberling Cowper (* 21. August 1938 in Petersburg, Virginia) ist ein US-amerikanischer Politiker der Demokratischen Partei, der von 1986 bis 1990 Gouverneur des Bundesstaates Alaska war.

## Werdegang
Steve Cowper wurde 1938 in Virginia geboren und wuchs dann in Kinston, North Carolina auf. Er erhielt seinen Bachelor und seinen Law Degree an der University of North Carolina at Chapel Hill. Danach war er im US Army Medical Corps sowie in der Army Reserve tätig und diente danach drei Jahre als Seeanwalt in Norfolk, Virginia. Anschließend zog er 1968 nach Fairbanks, Alaska, wo er als stellvertretender Bezirksstaatsanwalt für das ländliche Alaska und Fairbanks arbeitete. Ferner ging er 1970 als freiberuflicher Korrespondent nach Vietnam und bereiste ganz Asien. Nach seiner Rückkehr wurde er ein Partner in einem Lufttaxi- und Frachtunternehmen, verfasste eine politische Kolumne für den Fairbanks Daily News-Miner, leitete einen Collegekurs über Alaska und war auch ein Taucher für das Marineforschungsteam der University of Alaska.
Später wurde er 1974 in das Repräsentantenhaus von Alaska gewählt, wo er zwei Amtszeiten absolvierte. Cowper wurde 1986 mit 47,31 % zu 42,61 % der Stimmen gegen seine Herausforderin, die Republikanerin Arliss Sturgulewski, zum Gouverneur von Alaska gewählt. Dieses Amt hatte er vom 1. Dezember 1986 bis zum 3. Dezember 1990 inne.